# Cecilia Mujica
Cecilia Mujíca (San Felipe, Yaracuy - Los zunzunes, Yaracuy, 1813) va ser una de les veneçolanes que van ser assassinades durant la "Guerra a Mort" (Guerra de la Independència de Veneçuela) per part de les forces espanyoles. El seu pare fou Mateo Mujíca i provenia d'una família molt acomodada. És considerada una heroïna gràcies al seu suport i suport cap a les tropes de la independència.

## Biografia
Cecilia Mujica, com moltes altres veneçolanes que donaven suport a la independència, provenia d'una família de gran poder en la nació. Va patir la mort del seu pare en el terratrèmol de Caracas de 1812. En temps de conflicte, es va comprometre amb Henrique de Villalonga, un militar, amb el qual va participar al costat d'ell per la causa llibertària i fomentant també la causa independentista de Veneçuela.
Entre les seves tasques envers les tropes de la Independència, Cecilia Mujica componia i cantava cançons patriòtiques, cosia divises tricolors i escarapel·les per l'uniforme dels patriotes independentistes i realitzava butlletins a San Felipe incitant a l'emancipació contra les forces reals.
Al declarar-se la "guerra a mort" de Don José Millet, Tinent Realista, es va assetjar San Felipe i capturar a la majoria dels seus habitants, entre ells a Cecilia; sent separada del seu promès i portada a una congost on fou lligada a un tronc per a ser executada. Altres fonts indiquen que la capturaren quan la sorprengueren cantant l'himne patritòtic, tenint uns quaranta anys quan fou condemnada a mort. El matí que fou traslladada al patíbul, anava calmada i callada, amb fermesa davant la seva decisió per la causa. Portava un vestit blau i adornava el pit amb una campaneta de flors. A l'assabentar-se que seria afusellada va donar als soldats que la vigilaven, el seu anell de compromís i una mica del seu cabell, demanant que li fossin lliurats al seu promès aquestes pertinences, així com les seves paraules: "De qui no va tenir la fortuna de ser la seva esposa, però si la glòria d'immolar-se per la Llibertat". A més, les seves últimes paraules van ser: "Visca la terra estimada! Visca la llibertat!". Així fou segons els registres històrics de l'època, provinent probablement dels diaris i informes que les forces realistes portaven amb si.
Cecilia Mujica va ser afusellada al 1813 per les forces realistes, en una zona anomenada Los Zunzunes, a l'actual Yaracuy.